# 지방 (지리)
지방(地方)은 보통 각 국가의 수도를 제외한 다른 지역이라고 정의한다.

## 대한민국의 지방
대한민국에서의 지방이란?
수도권에서는 수도권(서울특별시, 인천광역시, 경기도)을 제외한 나머지 지역의 영역을 가리키며
강원도에서는 강원특별자치도를 제외한 나머지 지역의 영역을 가리키며
대전권에서는 대전권(대전광역시, 세종특별자치시, 충청남도, 충청북도)을 제외한 나머지 지역의 영역을 가리키며
광주권에서는 광주권(광주광역시, 전라남도, 전북특별자치도)을 제외한 나머지 지역의 영역을 가리키며
부산울산권에서는 부산울산권(부산광역시, 울산광역시, 경상남도)을 제외한 나머지 지역의 영역을 가리키며
대구권에서는 대구권(대구광역시 경상북도)을 제외한 나머지 지역의 영역을 가리키며
제주도에서는 제주특별자치도를 제외한 나머지 지역의 영역을 가리킨다

## 일본의 지방
일본에서는 도쿄도를 포함한 간토 지방 일원을 제외한 다른 도부현 지역을 지방으로 구분된다. 예를 들면, 오사카부, 홋카이도, 오키나와현, 규슈, 대마도 등을 지방 지역으로 구분된다.

## 중화인민공화국의 지방
중화인민공화국에서는 베이징시나 톈진시를 제외한 대부분의 모든 지역(광저우시나 우루무치 시 등)을 지방으로 정의하고 있으며, 포괄적인 영역의 수도권으로 칭한다고 하면 상하이시도 이에 해당된다.

## 중화민국의 지방
중화민국의 경우 타이베이시나 그 부근 지역을 제외한 나머지 대부분 지역(가오슝시, 화롄 시, 타이중시, 진먼현 등)을 지방으로 규정한다.

## 미국의 지방
미국에서는 워싱턴 D.C., 버지니아주 북부, 메릴랜드주 중부를 수도권으로 규정하기 때문에 캘리포니아주나 네바다주, 애리조나주, 텍사스주, 플로리다주, 알래스카주, 하와이주 등을 지방으로 간주한다. 엄밀히 말하면 뉴욕도 미국에서는 지방이다.

## 영국의 지방
영국에서는 그레이터런던을 제외한 나머지 지역 (맨체스터, 카디프, 리버풀, 글래스고 등)을 지방으로 규정한다.